# Szklana Huta (województwo pomorskie)
Szklana Huta (dodatkowa nazwa w j. kaszub. Fabrika; niem. Glashütte Lippusch, dawn. Tuszkowska Huta) – wieś kaszubska w Polsce położona w województwie pomorskim, w powiecie kościerskim, w gminie Lipusz przy trasie linii kolejowej Kościerzyna – Lipusz – Brusy – Chojnice. Kilka połączeń kolejowych do Kościerzyny przez Lipusz i do Chojnic przez Brusy. W skład sołectwa Szklana Huta wchodzą również miejscowości Krosewo i Trawice.
W latach 1975–1998 miejscowość położona była w województwie gdańskim.
Inne miejscowości o nazwie Szklana: Szklana, Szklana Huta, Huta Szklana